# Dobson (Észak-Karolina)
Dobson település az Amerikai Egyesült Államok Észak-Karolina államában, Surry megyében, melynek megyeszékhelye is. Lakosainak száma 1462 fő (2020. április 1.).

## Népesség
A település népességének változása:

| 2010 | 1 586 |
| 2020 | 1 462 |